# Gyrineum aculeatum
Espèce
Synonymes
- Biplex aculeata (Schepman, 1909) (préféré par BioLib)[1]
- Biplex aculeata (Schepman, 1909)[2]
- Biplex pulchra (G. B. Sowerby II, 1836)[2]
- Bursa (Biplex) microstoma Fulton, 1930[2]
- Gyrineum (Biplex) perca var. aculeata Schepman, 1909[2]
- Gyrineum aculeatum M. M. Schepman, 1909[1]
- Ranella pulchra G. B. Sowerby II, 1836[2]

Gyrineum aculeatum est une espèce de gastéropodes de la famille des Cymatiidae. Cette  l'espèce a été décrite pour la première fois en 1909 par Schepman sous le nom de Gyrineum (Biplex) perca var. aculéata . 

## Description
La taille de la coquille varie entre 25 mm et 60 mm .

## Distribution
On le trouve dans les mer au centre ouest du pacifique et au Philippines . 